# São Gonçalo do Rio Preto
São Gonçalo do Rio Preto est une municipalité brésilienne de l'État du Minas Gerais et la microrégion de Diamantina.